# Morti nel 1988/Luglio
| Questa pagina contiene informazioni ricavate automaticamente dalle voci biografiche con l'ausilio del template Bio e di un bot. L'aggiornamento è periodico e automatico e ricostruisce completamente la pagina. Se manca una persona in questa lista, sei pregato di non aggiungerla, ma accertati piuttosto che la sua voce biografica contenga il template Bio e che i dati anagrafici siano correttamente compilati. Se il template Bio manca, inseriscilo tu stesso o, in alternativa, metti l'avviso {{tmp\|Bio}} che ne segnala la mancanza. Se i dati riportati sono sbagliati, correggi direttamente la voce biografica; le modifiche saranno visibili in questa lista entro pochi giorni. Per chiarimenti vedi il progetto biografie. La lista contiene solo le 111 persone che sono citate nell'enciclopedia e per le quali è stato implementato correttamente il template Bio. Pagina aggiornata al 3 mar 2024. |

- 1º luglio - Jan de Boer, calciatore olandese (n. 1898)
- 1º luglio - Costante Degan, politico e ingegnere italiano (n. 1930)
- 1º luglio - Francesco Fasola, arcivescovo cattolico italiano (n. 1898)
- 1º luglio - Guido Fibbia, militare e aviatore italiano (n. 1917)
- 1º luglio - Hermann Volk, cardinale e vescovo cattolico tedesco (n. 1903)
- 1º luglio - Hellmuth Christian Wolff, compositore e musicologo tedesco (n. 1906)
- 2 luglio - Jimmy Ball, velocista canadese (n. 1903)
- 2 luglio - Johann Baptist Gradl, politico tedesco (n. 1904)
- 2 luglio - Nella Mortara, fisica italiana (n. 1893)
- 2 luglio - Aldo Tonti, direttore della fotografia italiano (n. 1910)
- 2 luglio - Alice Vibert Douglas, astronoma canadese (n. 1894)
- 2 luglio - Eddie Vinson, sassofonista statunitense (n. 1917)
- 3 luglio - Ugo Manunta, giornalista e politico italiano (n. 1902)
- 3 luglio - Brooks McCloskey, attore statunitense (n. 1907)
- 4 luglio - Adrian Adonis, wrestler statunitense (n. 1953)
- 4 luglio - Felice Benuzzi, diplomatico, scrittore e alpinista italiano (n. 1910)
- 4 luglio - Américo Ruffino, calciatore argentino (n. 1905)
- 6 luglio - John Drury Clark, chimico e scrittore statunitense (n. 1907)
- 7 luglio - Elmer Johnson, cestista e giocatore di baseball statunitense (n. 1910)
- 7 luglio - Ferruccio Masini, germanista, critico letterario e traduttore italiano (n. 1928)
- 7 luglio - Paula Mollenhauer, discobola tedesca (n. 1908)
- 7 luglio - Antonio Zama, arcivescovo cattolico italiano (n. 1917)
- 8 luglio - Ray Barbuti, velocista statunitense (n. 1905)
- 8 luglio - Andrea Gaggero, presbitero e pacifista italiano (n. 1916)
- 8 luglio - Francesco Marenghi, politico italiano (n. 1904)
- 9 luglio - Luigi Chiodi, letterato e scrittore italiano (n. 1914)
- 9 luglio - Anthony Holland, attore statunitense (n. 1928)
- 9 luglio - Kathleen Jordon Gregory, attrice statunitense (n. 1942)
- 10 luglio - Alf Ackerman, allenatore di calcio e calciatore sudafricano (n. 1929)
- 10 luglio - Erik Husted, hockeista su prato danese (n. 1900)
- 10 luglio - Enrique Lihn, poeta cileno (n. 1929)
- 11 luglio - Li Fenglou, calciatore e allenatore di calcio cinese (n. 1912)
- 12 luglio - Tunku Abdul Rahman, principe malese (n. 1935)
- 12 luglio - Salvatore Cara, politico italiano (n. 1902)
- 12 luglio - Joshua Logan, regista, sceneggiatore e produttore cinematografico statunitense (n. 1908)
- 12 luglio - Giuseppe Ostromann, allenatore di calcio e calciatore italiano (n. 1914)
- 12 luglio - Enzo Sacchi, pistard e ciclista su strada italiano (n. 1926)
- 13 luglio - Gillis Andersson, calciatore svedese (n. 1912)
- 13 luglio - Franco Dacquati, pittore e scultore italiano (n. 1910)
- 13 luglio - Phil Monroe, animatore statunitense (n. 1916)
- 13 luglio - Ivo Šuprina, calciatore jugoslavo (n. 1921)
- 13 luglio - Richard Vogt, pugile tedesco (n. 1913)
- 13 luglio - Amirchan Kamizovič Šomachov, scrittore e politico sovietico (n. 1910)
- 14 luglio - Jozef Bačkor, calciatore slovacco (n. 1919)
- 14 luglio - Rosetta Cattaneo, velocista italiana (n. 1919)
- 14 luglio - Remo Cossio, calciatore italiano (n. 1913)
- 14 luglio - Vincenzo Nestler, scacchista italiano (n. 1912)
- 14 luglio - Luigi Polacchi, poeta e scrittore italiano (n. 1894)
- 14 luglio - Oronzo Reale, politico italiano (n. 1902)
- 15 luglio - Jan Brzák-Felix, canoista cecoslovacco (n. 1912)
- 15 luglio - Tore Keller, calciatore svedese (n. 1905)
- 15 luglio - Kazimierz Lis, calciatore polacco (n. 1910)
- 15 luglio - Armand Mouyal, schermidore francese (n. 1925)
- 16 luglio - Carmelo Comes, pittore e ceramista italiano (n. 1905)
- 16 luglio - Milton R. Krasner, direttore della fotografia statunitense (n. 1904)
- 16 luglio - Alfredo Perna, partigiano italiano (n. 1918)
- 16 luglio - Samuel Ruben, inventore e imprenditore statunitense (n. 1900)
- 17 luglio - Bruiser Brody, wrestler statunitense (n. 1946)
- 17 luglio - Fёdor Nikitin, attore sovietico (n. 1900)
- 18 luglio - Petre Munteanu, tenore rumeno (n. 1916)
- 18 luglio - Nico, cantante, attrice e modella tedesca (n. 1938)
- 18 luglio - Pio Penzo, incisore e presbitero italiano (n. 1926)
- 19 luglio - Vincenzo Morabito, politico italiano (n. 1903)
- 20 luglio - Giuseppe Albertini, giornalista e telecronista sportivo italiano (n. 1911)
- 20 luglio - Fabio Fiorelli, politico italiano (n. 1921)
- 21 luglio - Enrico Filippini, giornalista e traduttore svizzero (n. 1932)
- 21 luglio - Enrique Segarra, architetto spagnolo (n. 1908)
- 21 luglio - Michail Davydovič Vol'pin, drammaturgo, poeta e sceneggiatore sovietico (n. 1902)
- 22 luglio - Giuseppe Bosia, politico italiano (n. 1894)
- 22 luglio - Larry Clemmons, sceneggiatore statunitense (n. 1906)
- 22 luglio - Andrée Dupeyron, aviatrice francese (n. 1902)
- 22 luglio - Gavriil Georgievič Egiazarov, regista sovietico (n. 1916)
- 22 luglio - Ian Gordon Greenlees, diplomatico e scrittore scozzese (n. 1913)
- 22 luglio - Duane Jones, attore, direttore artistico e insegnante statunitense (n. 1937)
- 22 luglio - Luigi Lucioni, pittore italiano (n. 1900)
- 22 luglio - Andreina Sacco, altista, ginnasta e cestista italiana (n. 1904)
- 23 luglio - Camillo Arduino, ciclista su strada italiano (n. 1886)
- 23 luglio - Dragan Godžić, cestista e allenatore di pallacanestro jugoslavo (n. 1927)
- 23 luglio - Heinz Rudolf Pagels, fisico statunitense (n. 1929)
- 24 luglio - Ilona Elek, schermitrice ungherese (n. 1907)
- 24 luglio - Michel Villey, filosofo e storico francese (n. 1914)
- 25 luglio - Judith Barsi, attrice statunitense (n. 1978)
- 25 luglio - Douglas Hickox, regista inglese (n. 1929)
- 25 luglio - Walter Kitchen, hockeista su ghiaccio canadese (n. 1912)
- 25 luglio - Anton Krásnohorský, calciatore cecoslovacco (n. 1925)
- 25 luglio - Josep Raich, calciatore spagnolo (n. 1913)
- 25 luglio - Giuliana Stramigioli, imprenditrice e iamatologa italiana (n. 1914)
- 26 luglio - Remo Branca, incisore italiano (n. 1897)
- 26 luglio - Enzo Di Paola, pianista, compositore e paroliere italiano (n. 1910)
- 26 luglio - Ferdinando Palermo, illustratore, fumettista e compositore italiano (n. 1915)
- 26 luglio - Grigorij Pinaičev, calciatore e allenatore di calcio sovietico (n. 1913)
- 26 luglio - Tetsuji Takechi, regista giapponese (n. 1912)
- 26 luglio - Stauros Tornes, attore, regista e sceneggiatore greco (n. 1932)
- 27 luglio - Frank Zamboni, imprenditore statunitense (n. 1901)
- 27 luglio - Brigitte Horney, attrice tedesca (n. 1911)
- 27 luglio - Antonio Tantay, cestista filippino (n. 1920)
- 28 luglio - Ugo Bassano, giurista e politico italiano (n. 1908)
- 28 luglio - Ferdinando Castagnoli, archeologo italiano (n. 1917)
- 28 luglio - Caleb Gattegno, matematico e pedagogista egiziano (n. 1911)
- 28 luglio - Bruno Oddera, traduttore italiano (n. 1917)
- 29 luglio - Emil Köpplinger, calciatore tedesco (n. 1897)
- 29 luglio - Umberto Menegalli, schermidore svizzero (n. 1925)
- 29 luglio - Bonifacio Smerzi, calciatore italiano (n. 1909)
- 29 luglio - Georges Vuilleumier, calciatore svizzero (n. 1944)
- 30 luglio - Checco Costa, dirigente sportivo italiano (n. 1911)
- 30 luglio - Curtis Shears, schermidore statunitense (n. 1901)
- 30 luglio - Michele Maria Tumminelli, educatore e politico italiano (n. 1894)
- 30 luglio - Bob Woytowich, hockeista su ghiaccio canadese (n. 1941)
- 31 luglio - Claudio Napoleoni, economista e politico italiano (n. 1924)
- 31 luglio - André Navarra, violoncellista francese (n. 1911)
- 31 luglio - Trinidad Silva, attore statunitense (n. 1950)